# Hespérie du faux-buis
Pour les articles homonymes, voir Plain-chant (homonymie).
Pyrgus alveus
Espèce

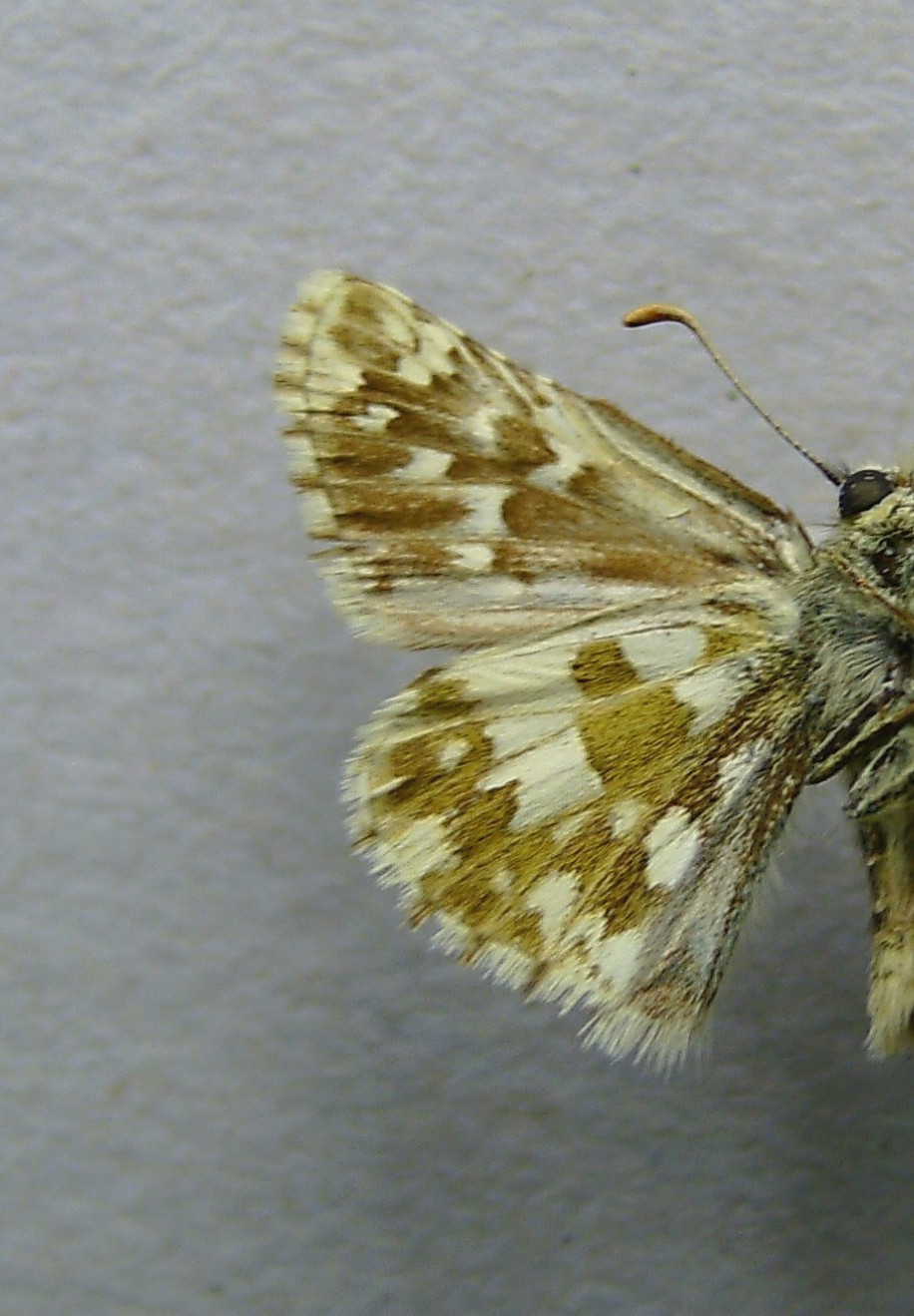

L’Hespérie du faux buis ou Plain-chant (Pyrgus alveus) est une espèce de lépidoptères (papillons) de la famille des Hesperiidae, de la sous-famille des Pyrginae et du genre Pyrgus.

## Taxonomie
Pyrgus alveus a été décrit par Jakob Hübner en 1803.

### Noms vernaculaires
L'Hespérie du faux buis ou Plain-chant ou Dé-à-jouer ou Hespérie fritillaire se nomme Large Grizzled Skipper en anglais, Kattunvisslare en allemand et Ajedrezada serrana en espagnol,.

### Sous-espèces
- Pyrgus alveus alveus
- Pyrgus alveus accretus (Verity, 1925)
- Pyrgus alveus centralhispaniae (Verity, 1925); en Espagne, au nord du Portugal et au sud de la France.
- Pyrgus alveus centralitaliae (Verity, 1920)
- Pyrgus alveus iliensis (Reverdin, 1912)
- Pyrgus alveus numida (Oberthür, 1910); en Algérie et au Maroc.
- Pyrgus alveus reverdini (Oberthür, 1912)
- Pyrgus alveus scandinavicus (Strand, 1903); en Scandinavie.
- Pyrgus alveus schansiensis (Reverdin, 1915); dans le nord-est de la Chine.
- Pyrgus alveus sifanicus (Grum-Grshimailo, 1891); dans le centre de l'Asie.
- Pyrgus alveus trebevicensis (Warren, 1926)[1].

## Description
L'Hespérie du faux buis est un petit papillon d'une couleur variant du marron au gris beige, avec une frange blanche entrecoupée et aux antérieures une ornementation de petites taches blanches quadrangulaires.
Le revers est plus clair, gris verdâtre taché de blanc.

## Biologie

### Période de vol et hivernation
L'Hespérie du faux buis vole en une seule génération  entre juin et septembre.
Suivant les sous-espèces, elle hiverne à l'état de jeune chenille ou, pour Pyrgus alveus scandinavicus, à l'état d'œuf.

### Plantes hôtes
Les plantes hôtes de sa chenille sont des Agrimonia, des Polygala, des Potentilla et des Helianthemum dont Helianthemum croceum pour Pyrgus alveus numida et Helianthemum nummularium pour Pyrgus alveus centralhispaniae,.

## Écologie et distribution
L'Hespérie du faux buis est présente en Afrique du Nord, dans une grande partie de l'Europe (absente de l'Angleterre, de la bordure de la Manche, du nord de la Scandinavie et de la majeure partie de l'Italie), présente en Asie en Sibérie, dans l'Altaï et dans le nord-est de la Chine.
L'Hespérie  du faux buis est présente dans plus de la moitié des départements de la France métropolitaine mais en forte régression,.

### Biotope
L'Hespérie du faux buis réside sur prairies fleuries.

### Protection
Pas de statut de protection particulier.